# Urban Records
Urban (Records) is een muzieklabel dat in 1993 opgericht door Sascha Basler als een sub-label van Polydor Germany. In 1994 werd Urban een sub-label van Motor Music en in 1995 was Urban het meest succesvolle dance-label van Duitsland.
In 1999 werd Urban een onderdeel van Universal Records als gevolg van een fusie tussen Polygram-Universal en Universal Music GmbH. In een later stadium besloot Universal om Urban/Universal Records met het rap-label Def Jam Germany te laten fuseren tot de Urban Def Jam labelgroep.
Urban was gespecialiseerd in elektronische dance muziek. Def Jam in R&B, rap en hiphop. Momenteel beweegt Urban zich volledig in de R&B, rap en hiphop 'scene'.
De labels Low Spirit, Strictly Rhyth en Vandit behoorden in het verleden ook tot Urban Records.
Urban Records had in het verleden artiesten onder zich als: Talla 2XLC, WestBam, Energy 52 en meer recentelijk Paul van Dyk en Kai Tracid. 